# Sant Pere del Masnou
Sant Pere del Masnou és l'església parroquial de la vila del Masnou (Maresme). Està protegida com a bé cultural d'interès local.

## Descripció
Edifici religiós de planta rectangular, amb nau central i dues laterals. Exteriorment presenta un cos central amb una teulada a dues vessants i carener perpendicular a la façana, on se situa la porta d'accés d'estil neoclàssic construïda en granit i al seu davant una fornícula amb la imatge de Sant Pere i una petita rosassa. A la dreta es troba la torre campanar amb tres cossos quadrats concèntrics. El desnivell d'alçada entre la nau central i les laterals se solucions exteriorment mitjançant contraforts de forma triangular amb el costat superior corbat. Si bé la façana és arrebossada, la resta de l'església és de pedra sense cap mena de recobriment.

## Història
El temple va ser iniciat l'any 1760 per Miquel Garriga i va ser acabat pel seu fill Pau Garriga Mates el 1817, coincidint amb la segregació de la parròquia, fins aleshores integrada a Teià. Miquel i Pau Garriga són l'avi i el pare de Miquel Garriga i Roca, posterior arquitecte municipal. Anys més tard, Miquel Garriga i Roca duria a terme l'altar major i la capella del Sagrament. L'església va ser cremada i va quedar molt malmesa durant la Guerra Civil Espanyola.
Els dos cossos superiors de la torre del campanar foren construïts a la dècada dels seixanta. Originalment a l'esquerra de la façana existia una torre de defensa coronada amb merlets.